# Балтський повіт

Герб Балтського повіту 1801 року

Балтський повіт — адміністративно-територіальна одиниця Подільської губернії Російської імперії. Повітовий центр — місто Балта.
Повіт межував на півночі з Ольгопільським і Гайсинським повітами Подільської губернії і з Уманським повітом Київської губернії, на заході з Бессарабською губернією, на півдні з Херсонською губернією.
Займав простір в 792 685 десятин (8680 км²) — найбільший повіт губернії.
Згідно з переписом населення Російської імперії 1897 року в повіті проживало 391 018 чоловік. З них 76,86 % — українці, 13,57 % — євреї, 4,5 % — молдовани, 3,88 % — росіяни, 0,86 % — поляки.

#### Склад повіту

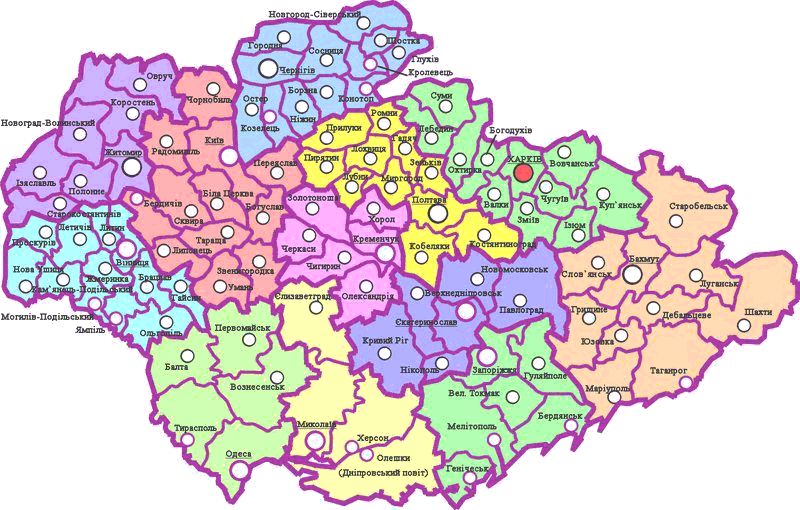
Мапа УСРР 1921 року, з Балтським повітом у складі Одеської губернії

У повіті було 829 населених пунктів, в тому числі 1 місто і 13 (пізніше 12) містечок і 24 волості:
- Місто Балта з передмістями Красний Яр, Піски, Руська сторона, Херсонська Гора, Шкіряні заводи.

1. Бакшанська — с. Бакша
2. Богопільська — містечко Богопіль
3. Великомечетнянська — с. Велика Мечетня
4. Вербівська — с. Вербове
5. Воронківська — с. Воронково
6. Голованівська — містечко Голованівськ
7. Данилівська — с. Данилова Балка
8. Коритнянська — с. Коритне
9. Кривоозерська (Великобобрицька) — містечко Криве Озеро
10. Крутянська — містечко Круті
11. Липовенська — с. Липовеньке
12. Молокішська — с. Молокіш
13. Мошнягська — с. Мошняги
14. Нестоїтська — с. Нестоїта
15. Переймська — с. Перейма
16. Піщанська — містечко Піщана
17. Писарівська — с. Писарівка
18. Савранська — містечко Саврань
19. Тридубська — с. Тридуби
20. Троянська — с. Трояни
21. Троянівська — с. Троянка
22. Цибулівська — с. Цибулівка
23. Чорнянська — с. Чорна
24. Юзефпільська — містечко Юзефпіль

## Сучасність
Більша частина колишнього повіту нині в межах України, менша частина - в межах Молдови (територія колишніх Воронківської, Молокішської та Цибулівської волостей (окрім сіл Гарячівка, Дубове та Цеханівка).

## Відомі люди
- Гайдай Прокіп Демянович — підполковник Армії УНР.
- Крижанівський Петро Євсійович — підполковник Армії УНР.
- Піпер Леонід Орестович — радянський філософ
- Свекла Олександра Федорівна — українська письменниця.